# Esaù de' Buondelmonti
Pour les articles homonymes, voir Buondelmonti (homonymie).
Esaù de' Buondelmonti (grec moderne : Ησαύ Μπουοντελμόντι) est souverain de la ville d'Ioánnina, ainsi que de ses environs (Épire centrale), de 1385 à sa mort en 1411, sous le titre byzantin de despote.

## Biographie
Esaù est fils du noble florentin Manente de' Buondelmonti et de Lapa Acciaioli, sœur de Niccolò Acciaiuoli, seigneur de Corinthe,,. Esaù arrive en Grèce afin de chercher fortune comme ses proches de la famille Acciaiuoli, cependant, en 1379, il est capturé lors d'une bataille contre Thomas Preljubović, seigneur d'Épire. Après avoir passé plusieurs années en captivité, il finit par succéder à son ravisseur en épousant la veuve de ce dernier, Marie Ange Doukas Paléologue, en février 1385.
Esaù révoque immédiatement les politiques impopulaires menées par Thomas, rappelle les nobles exilés et rétablit Matthieu, évêque d'Ioánnina, expulsé par ce dernier. Le nouveau souverain mène une politique d'apaisement et cherche à se réconcilier avec les clans albanais et l'Empire byzantin. En 1386, une ambassade byzantine arrive à Ioánnina et accorde à Esaù le titre de despote. Bien que son territoire soit totalement indépendant de Constantinople, cette reconnaissance contribue à renforcer et à légitimer son pouvoir.
Cependant, il rencontre des difficultés à conclure un accord avec les Albanais. En 1385, Jean Spata, despote d'Árta, marche sur Ioánnina, mais Esaù parvient à préparer les défenses à temps, obligeant le chef albanais à se retirer. À ce point, Esaù est contraint de suivre la politique de Thomas en essayant d'obtenir le soutien des Turcs ottomans et se rend à la cour du sultan Mourad Ier pour lui rendre hommage en 1386. Cette alliance apporte un répit au conflit en Épire, mais la paix prend fin après la bataille de Kosovo et la mort de Mourad Ier en 1389. La ville d'Ioánnina est de nouveau menacée, et Esaù parvient de nouveau à éviter le désastre avec l'aide des Ottomans.
De retour dans sa capitale après quatorze mois (1399-1400) à la cour de Bayezid Ier, Esaù reçoit le soutien du commandant ottoman Gazi Evrenos (en) et défait rapidement les Albanais. La mort de Marie en décembre 1394 est suivie d'un nouveau conflit avec Spata, qui est résolu par la voie diplomatique. En janvier 1396, Esaù épouse Irène, fille de Spata, dans le cadre d'un accord de paix entre les deux partis, cependant, la paix n'est toujours pas assurée. En effet, n'ayant plus besoin du soutien turc, Esaù finit par affronter et vaincre ses anciens alliés, ce qui l'oblige à compter désormais que sur sa propre puissance.
En 1399, Esaù, soutenu par certains clans albanais, marche contre le beau-frère de son épouse, Jean Zenevisi (en) de Gjirokastër, mais il est vaincu et capturé, et une grande partie de ses terres est occupée par Zenevisi. Les magnats voisins décident de rétablir dans ses fonctions le despote emprisonné et sollicitent l'intervention de la république de Venise pour y parvenir,. En 1400, Esaù revient à Ioánnina, où il règne dans une paix relative jusqu'à sa mort, le 6 février 1411.

## Descendance
Esaù ne semble pas avoir d'enfants avec sa première épouse Marie Ange Doukas Paléologue ou avec sa seconde épouse Irène Spata. Cependant, avec sa troisième épouse, Jevdokija Balšić, il a trois enfants, dont :
- Giorgio de' Buondelmonti, qui lui succède brièvement en tant que souverain d'Ioánnina, avant d'être déposé par la noblesse locale, qui remet sa ville à Carlo Ier Tocco, comte de Céphalonie et de Zante[10],[11].